# OUTRIDE
『OUTRIDE』（アウトライド）は、『Animelo Summer Live 2006 -OUTRIDE-』のテーマソングが収録されたシングルである。2006年6月9日、ジェネオンエンタテインメントより発売された。

## 概要
- 『Animelo Summer Live 2006 -OUTRIDE-』のテーマソングが収録されている。
- 作詞は奥井雅美、作曲は影山ヒロノブが担当している。編曲は河野陽吾。
- 歌は、『Animelo Summer Live 2006 -OUTRIDE-』に出演したアーティストが担当している。
- 『OUTRIDE』『Off Vocal』『Instrumental』の3バージョンの楽曲を収録。

## 収録曲
1. OUTRIDE
  - 歌：奥井雅美、JAM Project（影山ヒロノブ、松本梨香、遠藤正明、きただにひろし、奥井雅美、福山芳樹）、水樹奈々、高橋直純、栗林みな実、米倉千尋、石田燿子、愛内里菜、ALI PROJECT、三枝夕夏 IN db、石川智晶、savage genius、KENN with The NaB's、嘉陽愛子
  - 作詞：奥井雅美 / 作曲：影山ヒロノブ / 編曲：河野陽吾
  - 『Animelo Summer Live 2006 -OUTRIDE-』テーマソング
2. OUTRIDE（Off Vocal Version）
3. OUTRIDE（Instrumental Version）